# Fortificació de Cal Vidal
La Fortificació de Cal Vidal és una obra del municipi de Bellaguarda (Garrigues) inclosa en l'Inventari del Patrimoni Arquitectònic de Catalunya.

## Descripció
Als baixos de Can Vidal es conserva part d'una fortificació atribuïda als temps de la dominació musulmana. són aproximadament uns 3 o 4m.2 de blocs de pedra amb espitlleres que donaven a l'exterior per a vigilar.
Segons informacions rebudes, possiblement fos una torre de vigilància ubicada sobre la roca pinyolenca damunt del que es troba, de fet, tot el carrer major. Hom diu el castell estaria a les seves proximitats, des d'on es gaudiria d'una bella vista i es podia fer una bona guarda, es pensa que d'aquí concretament prové el nom del poble.